# Frauenmuseum Bonn

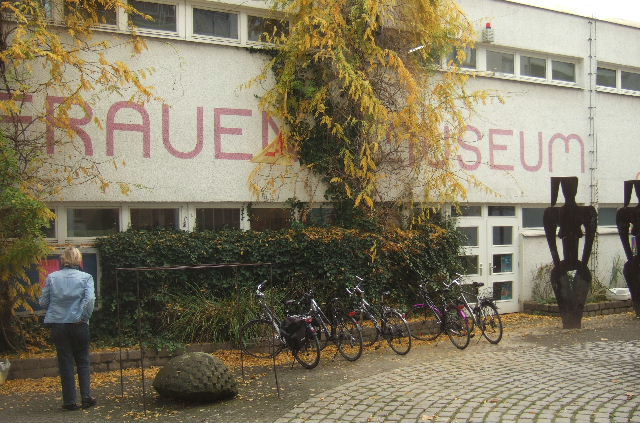
Frauenmuseum Bonn (2009)

Das Frauenmuseum Bonn wurde am 2. Mai 1981 von der heutigen Direktorin Marianne Pitzen und einer Gruppe interdisziplinär arbeitender Frauen in der Altstadt von Bonn gegründet und war seinerzeit das weltweit erste Frauenmuseum. Die unterdessen international anerkannte Institution hat seit ihrem Bestehen über 700 Ausstellungen gezeigt und dazu umfangreiche Begleitprogramme veranstaltet. Das Frauenmuseum Bonn wird vom Verein Frauenmuseum – Kunst, Kultur, Forschung e. V. getragen.

## Ziele und Ausstellungsprogramm
Das Frauenmuseum Bonn fördert die Kunst der Frauen mit dem Ziel, diese auch in der Kunstgeschichte zu verankern. In wechselnden Ausstellungsprojekten werden Arbeiten wichtiger zeitgenössischer Künstlerinnen der internationalen Kunstszene und der Künstlerinnen in Deutschland gezeigt. Viele Künstlerinnen, die zuerst im Frauenmuseum ausstellten, haben sich auf dem internationalen Kunstmarkt etabliert. Bei großen themengebundenen Ausstellungen arbeiten Künstlerinnen und Wissenschaftlerinnen zusammen. Im Kontext zeitgenössischer experimenteller Kunst oder im begleitenden Veranstaltungsprogramm zu einzelnen Ausstellungen wird oft gleichzeitig Frauengeschichte aufgearbeitet und neu präsentiert.
Das Museum betreut eigene Bestände mit Werken von unter anderem Käthe Kollwitz, Ulrike Rosenbach, Katharina Sieverding, Valie Export, Maria Lassnig, Ewa Partum, Heide Pawelzik und Irene Kulnig sowie Dauerleihgaben von E. R. Nele, Linda Cunnigham, Tina Wedel und Yoko Ono. Es unterhält zudem eine Bibliothek mit Archiv zu den Bereichen Frauen in Kunst, Geschichte und Politik, zu feministischen Themen, Kulturpolitik, Kunst des 20. und 21. Jahrhunderts, Kunst seit 1945, konkreter und konstruktiver Kunst und zu Architektur und Design. 
Die Akademie im Frauenmuseum richtet sich mit Veranstaltungen und Beratung vorwiegend an die berufsspezifischen Interessen von Künstlerinnen. Neben der weiblichen Kunst sind auch Frauenbewegung und Frauenpolitik Themen der Forschung. In Tagungen, Seminaren und Workshops finden unter anderem auch Auseinandersetzungen mit neuen ästhetischen Qualitätsbegriffen statt. Die Arbeit des Frauenmuseums Bonn hat zu weiteren Gründungen von Frauenmuseen geführt, die das Konzept aufgriffen und variierten.

## Ergänzende Einrichtungen und Veranstaltungen
- Galerie im Frauenmuseum

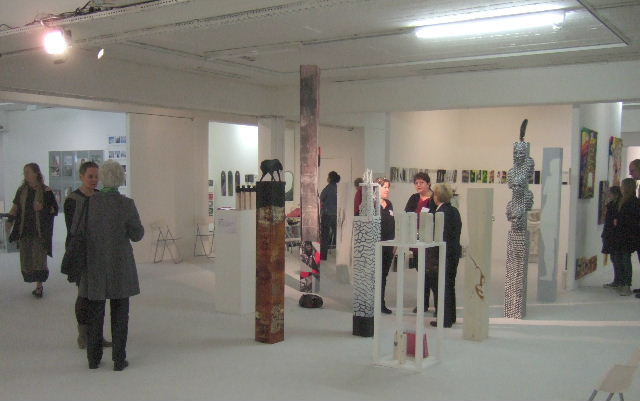
Frauenmesse 2009

- Frauenmuseum Haus Berlin, Dependance in der Kommunalen Galerie Berlin-Wilmersdorf-Charlottenburg
- Gabriele Münter Preis für Künstlerinnen der Bildenden Kunst
- Verlag FrauenMuseum
- Kunst- und Designmessen
- Künstlerateliers
- Museumsladen und Café
- KinderAtelier im Frauenmuseum
- Dauerausstellung über die zerstörte Gertrudiskapelle im Rheinviertel[3] und ökumenisch geweihte Hauskapelle („Gertrudiskapelle“)[4]
- Gedenkstätte im Innenhof für die Opfer des Bombenkriegs in Bonn mit Fundstücken aus den Grabungen im Rheinviertel von 2010/11[5]